# دانشگاه نورثومبریا
دانشگاه نورثومبریا (به‌طور قانونی دانشگاه نورثومبریا نیوکاسل) یک دانشگاه دولتی بریتانیا است که در نیوکاسل آپون تاین در شمال شرق انگلستان واقع شده‌است. این دانشگاه از سال ۱۹۹۲ یک دانشگاه بوده اما منشأ آن در کالج رادرفورد است که در سال ۱۸۷۷ تأسیس شد
در سال ۱۹۹۲ پلی تکنیک نیوکاسل به عنوان دانشگاه جدید نورثامبریا، به عنوان بخشی از یک فرایند سراسری که در آن پلی تکنیک به دانشگاه‌های جدیدی تبدیل شد تغییر پیدا کرد. نام رسمی این دانشگاه هنوز هم دانشگاه نورثامبریا در نیوکاسل است اما نام تجاری آن در سال ۲۰۰۲ به دانشگاه نورثامبریا ساده شد. در سال ۱۹۹۵ مسئولیت آموزش متخصصان مراقبت‌های بهداشتی به آن اعطا شد که از خدمات بهداشت ملی منتقل شد.